# Laga (peuple)
Pour les articles homonymes, voir Laka.
Les Laga (ou Laka ou Kabba-Laka ou Lakka) sont un peuple d'Afrique centrale, surtout présent au sud-ouest du Tchad.  Quelques milliers vivent également dans le nord du Cameroun (la région du Nord dans le département du mayo Rey et la Bénoué et l Adamaoua dans le département de la vina sur la ville de Ngaoundéré), au Nigeria et ainsi qu'en République centrafricaine.

## Histoire
Originaires du nord, près du lac Tchad, les Laga auraient été repoussés vers le sud par l'avancée des Peuls du Tchad et du Nigeria dans l'état de l'Adamaoua vers la région de l Adamaoua et nord du Cameroun des peuls.

## Population
La littérature ethnographique du passé, ainsi que les diverses archives militaires et coloniales françaises ou allemandes révèlent une polysémie du mot laka – employé par les Peuls –, à tel point qu’on peut se demander s’il désigne bien le même groupe ethnique. Au terme de ses recherches, Françoise Nozati conclut qu’il pourrait s’agir de « deux nébuleuses ethniques distinctes, l’une géographiquement (et culturellement peut-être) proche des Sara ; l’autre proche des Mboum et des Pana ».

## Langue
Leur langue est le  laga, une langue sara de la famille des langues nilo-sahariennes. Le nombre total de locuteurs était estimé à 57 150 dans les années 1990 au Cameroun, dont 55 100 au Tchad lors du recensement de 1993 et 2 050 en République centrafricaine en 1996.

## Culture

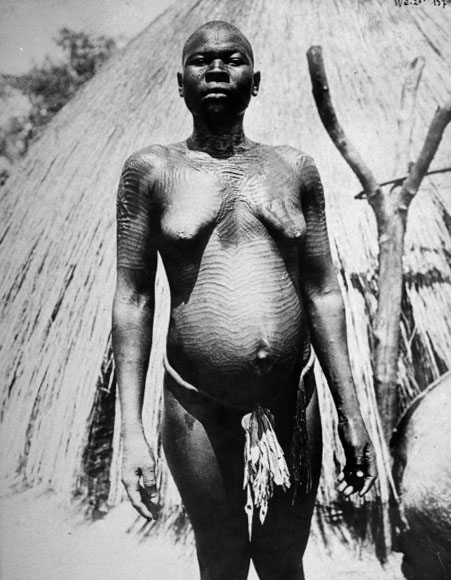
Modifications corporelles chez une femme Laga

L'expression artistique des Laka prend souvent la forme de modifications corporelles, notamment à l'occasion des rites d'initiation.